# Points-Cœur
Points-Cœur, fondée en 1990 par Thierry de Roucy, est une ONG humanitaire d'origine catholique qui n'est plus rattachée à l'Église catholique depuis 2020.

## Histoire
Points-Cœur naît en 1990 à Paranà en Argentine, à l'initiative du père Thierry de Roucy, alors Supérieur général de la Congrégation des Serviteurs de Jésus et de Marie basée à l'abbaye d'Ourscamp, dans l'intention de donner vie à des petites communautés pour l'accueil d'enfants délaissés, abandonnés ou victimes de la violence.
Succédant au père Guillaume Trillard (en 2014), le modérateur général de Points-Cœur en 2017 est le père Laurent Pavec.
L'ancien centre américain de Points-Cœur, le « Centre international pour une culture de compassion » a été mis en vente en 2019.
Points-Cœur n'a plus de reconnaissance canonique depuis avril 2020.

## Mission
L'ONG a pour objet d'envoyer de jeunes bénévoles à l'étranger dans des quartiers pauvres. Elle intervient dans une quinzaine de pays.
Elle a depuis 2005 un statut consultatif spécial au Conseil économique et social de l'ONU,.

## Branches
Après Points-Cœur, Thierry de Roucy a créé trois associations de prêtres et de religieuses qui comptent en 2017 une centaine de membres.
- La Fraternité Molokai regroupe les séminaristes et prêtres au service de la mission de l'œuvre Points-Cœur, sous le vocable de saint Damien de Molokai, « l'Apôtre des lépreux ».
- Fondées en 1994, les Servantes de la Présence de Dieu est la branche religieuse de Points-Cœur, regroupant des femmes qui vivent du charisme de Points-Cœur selon l'état religieux apostolique. Reconnue par le diocèse de Fréjus-Toulon comme association privée de fidèles en vue de devenir un institut religieux. Elles vivent en petites communautés de cinq ou six réparties dans 4 prieurés : à Flassans-sur-Issole (France), au Pérou, au Salvador[8] et en Argentine. Elles sont aujourd'hui 33 sœurs de 7 nationalités différentes.
- La Fraternité Saint-Maximilien-Kolbe regroupe des laïcs qui vivent du charisme de Points-Cœur dans le monde, sous le vocable de saint Maximilien Kolbe.

Ces associations ont été dissoutes en 2018 et 2020.

## Dérives sectaires
Au début des années 2000, des familles tentent d'alerter l'épiscopat français sur des dérives observées au sein de Points-Cœur et s'inquiètent de l'emprise du fondateur sur les membres de l'œuvre.
En novembre 2013, un collectif animé notamment par l'universitaire Yves Hamant, père d'une ancienne volontaire de Points-Cœur, adresse une lettre aux évêques réunis à Lourdes en commission plénière mettant en cause 14 communautés. En décembre, le bureau « Dérives sectaires » de la Conférence des évêques de France produit un rapport confidentiel sur la base de témoignages recueillis. Une enquête canonique est alors diligentée par Dominique Rey.
En 2014, le rapport d'enquête canonique dénonce un « enfermement de l'œuvre sur elle-même », une « méfiance envers l'Église » et des « lacunes [dans] la formation » de ses membres,. Dominique Rey nomme un prêtre de son diocèse commissaire pour l'œuvre, mais maintient en place le père Guillaume Trillard, modérateur de Points-Cœur, décision contestée par les familles du collectif de Lourdes qui le considèrent comme trop proche du fondateur et incapable de mener une réforme.
En 2016, Dominique Rey confie la direction de Points-Cœur et de ses branches religieuses à Jean-Marie Le Vert, évêque émérite de Quimper. Ce dernier se heurte à une forte résistance de la part d'un groupe de familles de Points-Cœur qui défend Thierry de Roucy et son œuvre.
Après le renvoi de l'état clérical du fondateur, la Fraternité Molokai est dissoute le 6 juillet 2017 par l'évêque de Fréjus-Toulon après confirmation par la congrégation pour les instituts de vie consacrée et les sociétés de vie apostolique, ainsi que les Servantes de la Présence de Dieu en mars 2020. L'association privée de fidèles Points-Cœur s'auto-dissout lors du assemblée générale extraordinaire le 1er avril 2020,.
Dans un communiqué du 18 mars 2021, le diocèse de Fréjus-Toulon indique que « les associations canoniques n'existant plus, subsiste seule l'association civile Points-Cœur qui est devenue dès lors une ONG indépendante sur laquelle l'Église n'a plus aucun pouvoir ni de suivi, ni de contrôle ».

### Tentatives pour se faire passer pour un mouvement de l’Église catholique
En 2023, le cardinal Parolin adresse une lettre aux évêques de France, pour alerter sur les pratiques de Points-Cœur qui « continuerait à se faire passer pour une communauté religieuse » alors que l'ONG n'a plus d'existence canonique depuis 2020. Ses membres continueraient de porter un habit religieux et proposeraient à des jeunes une vie consacrée, sans autorisation ecclésiale.
En mars 2024, Charles Morerod, évêque de Lausanne, Genève et Fribourg, « interdit toute collaboration entre l'ONG Points-Cœur et les réseaux catholiques romains de son diocèse », Points-Cœur se faisant toujours passer pour une entité ecclésiale malgré la rupture des liens. En août 2024, Jean-Marie Lovey, évêque de Sion, demande à ne plus promouvoir Points-Cœur, en indiquant que l'association « ne doit recevoir aucun soutien ecclésial ».
Une association, Communitas sub Crucem Christi, est fondée en 2021 par des membres autrichiens de Points-Cœur (Offenes Herz en allemand). Elle se réclame du charisme de l'organisation et bénéficie d'une reconnaissance du diocèse de San Carlos (en) aux Philippines,. L'archidiocèse de Vienne, qui avait accueilli plusieurs membres de l'organisation, rappelle cependant en mars 2024 que Points-Cœur ne fait plus partie de l'Église catholique et met fin à sa collaboration avec l'organisation.

## Abus sexuels
Au début des années 2000, à la suite d'une alerte par l'ex-bras droit du fondateur sur des abus sexuels dont il a été victime, la Congrégation pour la doctrine de la foi ouvre une procédure judiciaire interne qui aboutit au terme d'un procès de sept ans,.
Le 21 juin 2011, il est reconnu coupable par le tribunal ecclésiastique de Lyon de « délits d'abus de pouvoir, d'abus sexuel et d'absolution du complice » sur son adjoint, majeur au moment des faits. Il est condamné à ne plus confesser les membres de Points-Cœur pendant trois ans et à dédommager la victime à hauteur de 70 000 euros, montant porté à 80 000 euros en appel par l'officialité de Montpellier en 2015,.
Début 2016, Dominique Rey déclare Thierry de Roucy suspens a divinis pour « manquement caractérisé » à son devoir d'obéissance. Il ne peut plus prêcher ni délivrer les sacrements. L'évêque indique que cette sanction « renforce l'interdiction faite à Thierry de Roucy de demeurer en contact avec les membres de Points-Cœur ».
Le 22 juin 2018, Thierry de Roucy est finalement renvoyé de l'état clérical,.

## À voir